# 日本の企業一覧 (空運)
日本の企業一覧(空運)（にほんのきぎょういちらん くううん）は、空運事業を主たる業務とする日本の企業の一覧である。

## ア行
- IBEXエアラインズ
- アイラス
- アカギヘリコプター
- 朝日航洋
- AirX
- アジア航測（東証スタンダード・9233）
- 天草エアライン
- AIRDO（旧・北海道国際航空)
- ANAホールディングス（旧・全日本空輸）（東証プライム・9202）
  - 全日本空輸
  - エアージャパン
  - ANAウイングス（旧・エアーニッポンネットワーク / エアーネクスト / エアーセントラル）
  - ANA Cargo
  - バニラ・エア
  - Peach・Aviation（旧・A&F・Aviation）
- エアフライトジャパン
- エクセル航空
- エス・ジー・シー佐賀航空
- オリエンタルエアブリッジ
- オールニッポンヘリコプター

## カ行
- 鹿児島国際航空
- 北日本航空
- 公共施設地図航空
- 国際航業（東証1・9231）

## サ行
- ジェットスタージャパン
- 四国航空
- 静岡エアコミュータ
- ジャネット
- 春秋航空日本
- 新中央航空
- 新日本航空
- 新日本ヘリコプター
- スカイマーク（東証グロース・9204）
- スターフライヤー（東証スタンダード・9206）
- セコ・インターナショナル
- せとうちSEAPLANES
- セントラルヘリコプターサービス
- ソラシドエア

## タ行
- 第一航空
- 東京航空
- 東邦航空
- 東北エアサービス

## ナ行
- 中日本航空
- 西日本空輸
- 日本航空（旧・日本航空インターナショナル / 日本航空（持株会社））（東証プライム・9201）
  - ZIPAIR Tokyo（旧・ティー・ビー・エル）
  - ジェイエア
  - 日本エアコミューター
  - 日本トランスオーシャン航空
    - 琉球エアーコミューター

  - 北海道エアシステム
- 日本貨物航空

## ハ行
- パスコ（東証スタンダード・9232）
- フジドリームエアラインズ
- 本田航空